# Confusion (álbum)
Confusion es un álbum de 1975 del músico afrobeat nigeriano Fela Kuti y su banda Africa 70. Fue arreglado, compuesto y producido por Kuti, quien grabó el álbum después de elegir enfatizar su herencia africana y nacionalismo en su música. Confusión es un comentario sobre el confuso estado de Lagos postcolonial y su falta de infraestructura y liderazgo adecuado en ese momento. Las letras en inglés de Kuti describen las difíciles condiciones de la ciudad, incluyendo un frenético y multilingüe mercado comercial e inextricables atascos de tráfico en las principales intersecciones de Lagos.
Confusión es un álbum afrobeat de una sola canción que comienza con una primera parte totalmente instrumental, que presenta una interacción de forma libre entre el piano eléctrico de Kuti y el baterista Tony Allen. Lleva a una sección de medio tempo extendida con los polirritmos de Allen y el saxofón tenor de Kuti, quien posteriormente entrega pasajes vocales de llamada y respuesta. En las críticas desde el lanzamiento del disco por parte de EMI, el álbum fue elogiado por la crítica musical, que lo encontró ejemplar del estilo afrobeat de Kuti y lo recomendó como uno de los puntos culminantes de su extenso catálogo. Tanto en 2000 como en 2010, Confusion fue reeditado y empaquetado con el álbum Gentleman de Kuti de 1973.

## Antecedentes

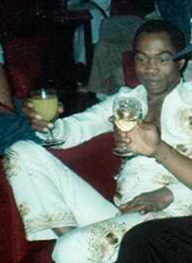
Kuti, fotografiado en 1970

Después de no estar satisfecho con el estudio de compositores europeos en el Trinity College of Music, Fela Kuti formó su primera banda, Koola Lobitos, en 1961, y rápidamente se convirtió en un acto popular en la escena de clubes de Londres. Regresó a su Nigeria natal en 1963 y formó otra banda que tocó una fusión rítmica de música tradicional de la sierra y jazz. Kuti apodó su estilo híbrido "Afrobeat", que sirvió en parte como su crítica de los intérpretes africanos que, en su opinión, habían abandonado sus raíces musicales nativas por las tendencias de la música popular estadounidense. En 1969, realizó una gira con su banda en Los Ángeles y fue presentado por un amigo a los escritos de figuras negras nacionalistas y afrocentristas como Malcolm X y Eldridge Cleaver. Inspirado por lo que había leído, Kuti decidió escribir más música política y crítica, y cambió el nombre de su banda a Nigeria 70 y más tarde a África 70.
Durante la década de 1970, Kuti comenzó a enfatizar su identificación con África y su cultura en su música y se opuso a la mentalidad colonial de identificación con potencias occidentales como los Estados Unidos y el Reino Unido. Sus álbumes durante este período expresaban aspectos de su ideología como su herencia africana y su nacionalismo. En su canción de 1973 "Eko lie", Kuti declaró que Lagos era su hogar y no Londres o Nueva York, donde había actuado anteriormente en su carrera. Lagos y sus eventos históricos se convirtieron en temas comunes en sus canciones. Revisó el tema de la confusión en 1974 para reconocer que se identifica con la ciudad a pesar de sus problemas.

## Estilo musical
Confusión es un álbum de una canción con una duración de 25 minutos y 36 segundos. La primera cara del álbum es totalmente instrumental. Comienza con una introducción de forma libre, que representa musicalmente el impacto desorientador de los problemas de Lagos, según el estudioso de la música Frank Thurmond Fairfax. Aunque Kuti utilizaba ocasionalmente instrumentos amplificados, rara vez empleaba efectos electrónicos elaborados y en su lugar dependía de sonidos más naturales. Kuti, que toca el piano eléctrico, y el baterista Tony Allen inician la introducción fuera del tempo y exhiben técnicas musicales abstractas, incluyendo la interacción dramática de jazz libre entre sus instrumentos. Aunque era conocido por su formación crítica en el estudio de la música clásica, Kuti permitió a Allen improvisar en la sección rítmica de los años 70 de África y lo vio como un baterista con la mente de un compositor, o "uno que compone en el acto".
La fantasía del teclado de la introducción abre gradualmente la lánguida y expansiva interacción de la banda. El ritmo de la canción se establece con la introducción de un ostinato de bajo a las 4:50. En los dos minutos siguientes se tocan las guitarras de ritmo y tenor y una sección de trompa. Durante el puente, la batería de Allen se intensifica dentro de los siete minutos de la canción, lo que lleva a una sección afrobeat completamente desarrollada; el afrobeat es un tipo de música funk suelta adornada con sincopación africana, instrumentación de trompa al estilo R&B y solos improvisados. La sección de ritmo medio de Confusion tiene arreglos complejos de ritmos bailables, múltiples solos y las polirritmias de Allen. En esta sección, Kuti toca el saxofón tenor, que había aprendido después de que el tenor original de los años 70 de África, Igo Chico, se marchara en 1973. La música se complementa con sus pasajes vocales de llamada y respuesta. Los últimos 10 minutos de la canción comprenden trompeta estridente, solos de saxofón tenor y la voz principal de Kuti. Su sección final revisa la interacción abstracta de la introducción.

## Temas
Confusión es un comentario sobre el confuso estado de la Nigeria urbana postcolonial, en particular de Lagos, y su falta de infraestructura y liderazgo adecuado durante un período de dictadura militar. La letra de Kuti describe el complicado, frenético y multilingüe mercado de la encrucijada de Ojuelegba, y al hacerlo aborda lo que el historiador nigeriano Toyin Falola describió como la "pesadilla infraestructural de Lagos y la hegemonía continuada de Occidente en todos los aspectos de la vida africana". Según The Rough Guide to World Music (2006), el álbum utiliza una "agitada encrucijada en Lagos... como metáfora para explorar los problemas de toda una nación corrupta".

En las primeras líneas, Kuti comenta su realidad social: "Cuando hablemos, diga confusión / Todo fuera de control". Sus letras denuncian lo que él consideraba la mentalidad colonial de algunos africanos y emplean el inglés pidgin, que era la lingua franca de la mayoría de la gente en el África occidental de habla inglesa; canta la frase "pafuka", que significa "por todas partes" o "acabado", y la interjección "o" para añadir énfasis. Kuti hace referencia a tres dialectos y monedas que dificultan el comercio en la Nigeria urbana. El periodista africano E.J. Collins interpretó uno de los versículos como una referencia a la naturaleza prolongada de las transacciones en Lagos. En este verso, Kuti canta:

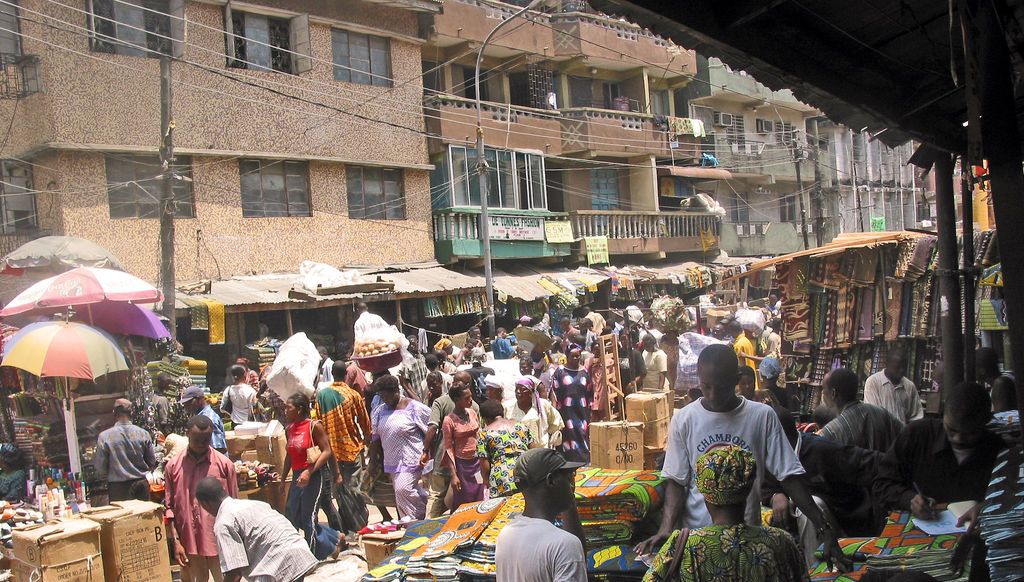
Kuti describes a frenetic trading market in his portrayal of Lagos (local market pictured in 2005).

|  | Dem be three men wey sell for roadside-o Dem three speak different language-o Dem speak Lagos, Accra, and Conakry One white man come pay them money-o He pay them for pounds, dollars and French money-o For the thing wey he go buy from them He remain for them to share am-o Me I say, na confusion be that-o He go say he pafuka o. |

Kuti utiliza el humor irónico para expresar su orgullo por la capacidad de los nigerianos para conducir y trabajar en condiciones difíciles: "Antes de que Lagos trafique un especial, eh / Especial número uno en todo el mundo / Vas a conseguir un doctorado por conducir para Lagos, eh / Vas a conseguir un M.A. por conducir para Lagos, eh / Vas a conseguir un M.Sc. por conducir para Lagos, oh / Para mí me gusta ser así, eh / Ah-ha-ha-ha, na mi país - ¿por qué no? / Para mí, para mí, me gusta ser así, eh." Posteriormente, describe las principales intersecciones de Lagos, incluyendo Ojuelegba, Surulere y el Centro Ogogoro, que carecen de la supervisión de un oficial de tráfico. Se caracterizan por tener conductores agresivos y temperamentales, que obligan a sus vehículos a entrar en atascos inextricables: "Para Ojuelegba, moto dey viene del sur / Moto dey viene del norte / Moto dey viene del este / Moto dey viene del oeste / Y policía no dey para el centro / Na confusión sea que-i o / Él va dice que él pafuka o."

## Lanzamiento y recepción
Confusion fue lanzado por primera vez en Nigeria en 1975 por EMI Records. Fue reeditado por EMI en 1984. En una revisión retrospectiva de AllMusic, Sam Samuelson le dio al disco cinco estrellas y lo llamó "una epopeya del afrobeat de 25 minutos altamente recomendada". Dijo que muestra a Kuti y a su banda en la cima de sus habilidades instrumentales y sus vagas burlas, que sintió que se volvieron más explícitas e intensas en el Zombie de 1977. Samuelson encontró que Confusión es un ejemplo de la fórmula "genio" de Kuti, en la que sorprende musicalmente a los oyentes con sus comentarios. El periodista musical Peter Shapiro lo llamó una obra maestra lírica y dijo que el puente que sigue a la introducción "cósmica" de la canción es "más o menos el pináculo del afro-futurismo". Nic Harcourt recomendó Confusión como punto de partida para los nuevos oyentes de la música de Kuti.
En 2000, MCA Records reeditó y agrupó Confusion con el álbum Gentleman de Kuti de 1973. Fue la última entrega de un proyecto de reedición de 10 CD y 20 álbumes para Kuti. Rob Brunner de Entertainment Weekly le dio a la reedición del álbum una "A" y la consideró una de las mejores obras de Kuti, mientras que Derrick A. Smith de All About Jazz citó a Confusion como una de sus "mejores afirmaciones sobre cualquier instrumento". En una crítica de cuatro estrellas, Down Beat alabó la combinación de "energía bruta y sofisticación" del músico, al tiempo que dijo que el disco sonaba tan notable como cuando fue lanzado por primera vez. Robert Christgau le dio a la reedición de dos álbumes una "A-" en The Village Voice, llamando a Confusión "una canción/track/álbum de Fela sería un desperdicio editar... la prueba del presunto funk de los 70's de África". Para la encuesta anual de los críticos de Pazz & Jop, clasificó el relanzamiento como el número 80 en su lista de los mejores álbumes del año 2000.
En 2005, Confusion ocupó el puesto 91 en la lista de "Top 100 Best Albums by Black Artists" de New Nation. En su libro de 2008, 1.000 Recordings to Hear Before You Die, el periodista musical Tom Moon escribió que es uno de los mejores álbumes de Kuti y "una demostración de lo emocionantes que pueden ser los ritmos hábilmente entrelazados de Afro-Beat". En 2010, el álbum se incluyó de nuevo con Gentleman by Knitting Factory Records como parte de la extensa reedición del sello de la discografía de 45 álbumes de Kuti. Michaelangelo Matos de la revista Paste le dio una puntuación de "9.3/10" y la citó como la publicación esencial tanto en la reedición como en el catálogo de Kuti: "un oasis en un catálogo de papel de lija."

## Listado de pistas
Todas las  canciones estuvieron arregladas, compuestas, y producidas por Fela Ransome-Kuti.
| N.º | Título | Duración |  |

| N.º | Título | Duración |  |

- El álbum fue lanzado como un solo tema en su posterior reedición en CD.

## Personal
Los créditos se adaptan de las notas de los liners del álbum
- James Abayomi - palos
- Tony Allen - batería principal, batería solista
- África 70 - banda
- Lekan Animashaun - saxofón barítono
- George Mark Bruce - bajo
- Segun Edo - guitarra tenor
- Henry Kofi - primera conga
- Daniel Koranteg - segunda conga
- Tony Njoku - trompeta
- Emmanuel Odenusi - ingeniería, mezcla
- Isaac Olaleye - maracas
- Remi Olowookere - gráficos
- Fela Ransome-Kuti - arreglo, saxo tenor, piano, producción, voz
- Tutu Shoronmu - guitarra rítmica